# I Spy
I Spy er en amerikansk spion-komediefilm med Eddie Murphy og Owen Wilson i hovedrollerne. Filmen er instrueret af Betty Thomas og var baseret på tv-serien af samme navne, der havde premiere i 1960'erne med Robert Culp og Bill Cosby i hovedrollerne.

## Handling
Alex Scott (Owen Wilson) er en hemmelig agent. Han er regnet for at være lidt klodset, men får altid fuldført sit arbejde. Da det nye amerikanske superhemmelige militærfly, Switchblade, bliver stjålet, ønsker de amerikanske myndigheder helst at deres superagent Carlos (Gary Cole) får tildelt opgaven at finde det igen. Men Carlos er blevet for kendt i de kriminelle miljøer til at det er forsvarligt, og derfor får tildelt Alex opgaven i stedet. Mistanken er rettet mod det store kriminelle geni Arnold Gundars (Malcolm McDowell). Efterretningen tyder på at han skal auktionere flyet ud under en stor galla han skal holde i forbindelse med en VM-boksekamp i Budapest, mellem Ungarns største boksestjerne og den regerende verdensmester, Kelly Robinson (Eddie Murphy). Gæstelisten til gallaen tyder i på at det vil blive samlepunktet for et enormt antal kriminelle overhoveder. Alex må på en eller anden måde fås sig ind til gallaen for at prøve at finde ledetråde på hvor flyet kan være. Flyet har nemlig en forsvarsmekanisme, som gør at det er mere eller mindre umuligt at finde det med radar, satellit eller det blotte øje, med mindre man ved nøjaatig hvor det er. Flyet er nemlig i stand til at kamuflere sig, blive mere eller mindre gennemsigtig og gå i et med baggrunden. For at hjælpe til med at få Alex ind til Arnolds galla indgår de amerikanske myndigheder et samarbejde med Kelly Robinson. Da Robinson er inviteret er han i stand til at kunne komme problemfrit ind til gallaen, og hvis han siger at Alex er en ven af ham, er det en mulighed for ham at komme ind på. Kelly er helt ekstatisk over ideen om at prøve sig som specialagent, men er dog ikke trænet i arbejdet. Han er dog selv overbevist om at hans muskelkraft og rappe replikker kan få ham langt. Men før de kan tage chancen og satse på ham må han gennem en test, iværksat af en anden agent, Rachel Wright (Famke Janssen), som allerede er på plads i Budapest. Testen går goodt, og Alex og Kelly indgår et specielt samarbejde, som selvfølgelig vil medføre en del problemer og konflikter.

## Medvirkende
- Eddie Murphy som Kelly Robinson
- Owen Wilson som Special Agent Alex Scott
- Famke Janssen som Special Agent Rachel Wright
- Malcolm McDowell som Arnold Gundars
- Gary Cole som Carlos
- Bill Mondy som Mack
- Phill Lewis som Jerry
- Mike Dopud som Jim